# 舍地·賽·巴巴
舍地·賽·巴巴（英語： 或英語：，1838年9月27日—1918年10月15日），又譯為希尔地·赛·峇峇，簡稱賽峇峇、或賽巴巴，生於印度，是印度教上師、瑜伽士與伊斯蘭教聖人。

## 生平
賽峇峇的本名與出生地沒人知道，他在舍地，被尊稱為賽·峇峇，意思是神聖的長老。在印度語中，賽（Sai）是神聖的意思，而峇峇（Baba）則是父親、祖父、或是年長老人的稱呼。
賽巴巴過著禁慾與苦行的生活，他沒有住所，長期獨居在印度苦楝樹下打坐或冥想，保持著不動的姿勢，引起村莊居民對他的好奇。他定時會去參訪村莊中的宗教人士，部份舍地的居民曾經認為他神智失常，對他丟擲石塊，想把他驅離村莊。
歷史學家根據口述傳統，認為他在16歲時，出現在舍地的村莊，在此地待了三年。據說他曾加入詹西王后的軍隊，參與1857年的印度民族起義。在消失了一年後，在1858年再度回到舍地，此後再也沒有離開過這個地方。據此，推估他生於1838年。
據說他經常往返於當地一座回教清真寺和一座印度教寺廟，並於清真寺內高聲誦讀印度教《吠陀經》，在印度教寺廟裡朗誦《可蘭經》，以推廣宗教上的和平，因為他以這樣巧妙的手腕，致力於當地回教穆斯林和印度教徒之間的和諧，故他過世之後，穆斯林和印度教徒爭著要供奉或朝拜他的遺體，最後雙方議定，共同處理他的遺體，從此舍地成了回教和印度教共同朝聖之地，這在印度是前所未有的。
舍地·賽·巴巴曾示現許多驚人的神蹟。《Shri Sai Satcharitra》是公認最信實的一本關於舍地·賽·巴巴的行傳。
現在印度各地，甚至印度以外許多其他國家，都有賽巴巴的廟。位於舍地的賽巴巴祖廟，每日朝聖的人數約有20,000，遇有宗教節慶時，人數可達100,000之譜。賽巴巴的事蹟已被拍成多部電影。印度政府於2008年5月20日發行了舍地賽巴巴的郵票。

## 外部連結
- 印度有名的大師舍地的賽巴巴 (Sai Baba of Shirdi) （页面存档备份，存于）
- 印度當代著名的靈性大師：舍地的賽巴巴（Sai Baba of Shirdi）
- Shri Sai Baba - Shirdi Home Page （页面存档备份，存于）